# Maltesische Badmintonmeisterschaft 2011
Die Maltesische Badmintonmeisterschaft 2011 fand Anfang April 2011 in Cospicua und Msida statt. Der vollständige Titel des Wettbewerbs war 40th Paddy Stubbs Memorial National Championships.

## Austragungsorte
- St. Martin’s College, Swatar, Msida
- Cottonera Sports Complex, Cospicua

## Finalergebnisse
| Disziplin    | Sieger                            | Finalist                       | Ergebnis            |
| ------------ | --------------------------------- | ------------------------------ | ------------------- |
| Herreneinzel | Stefan Salomone                   | Kenneth Vella                  | 21:5, 21:10         |
| Dameneinzel  | Maria Borg                        | Fiorella Farrugia              | 21:15, 18:21, 21:10 |
| Herrendoppel | Stefan Salomone Aldo Polidano     | Kenneth Vella David Cole       | 21:18, 11:21, 21:16 |
| Damendoppel  | Maria Borg Fiorella Farrugia      |                                |                     |
| Mixed        | Stefan Salomone Fiorella Farrugia | Kenneth Vella Catherine Dimech | 21:19, 21:9         |